# Hans von Kulmbach

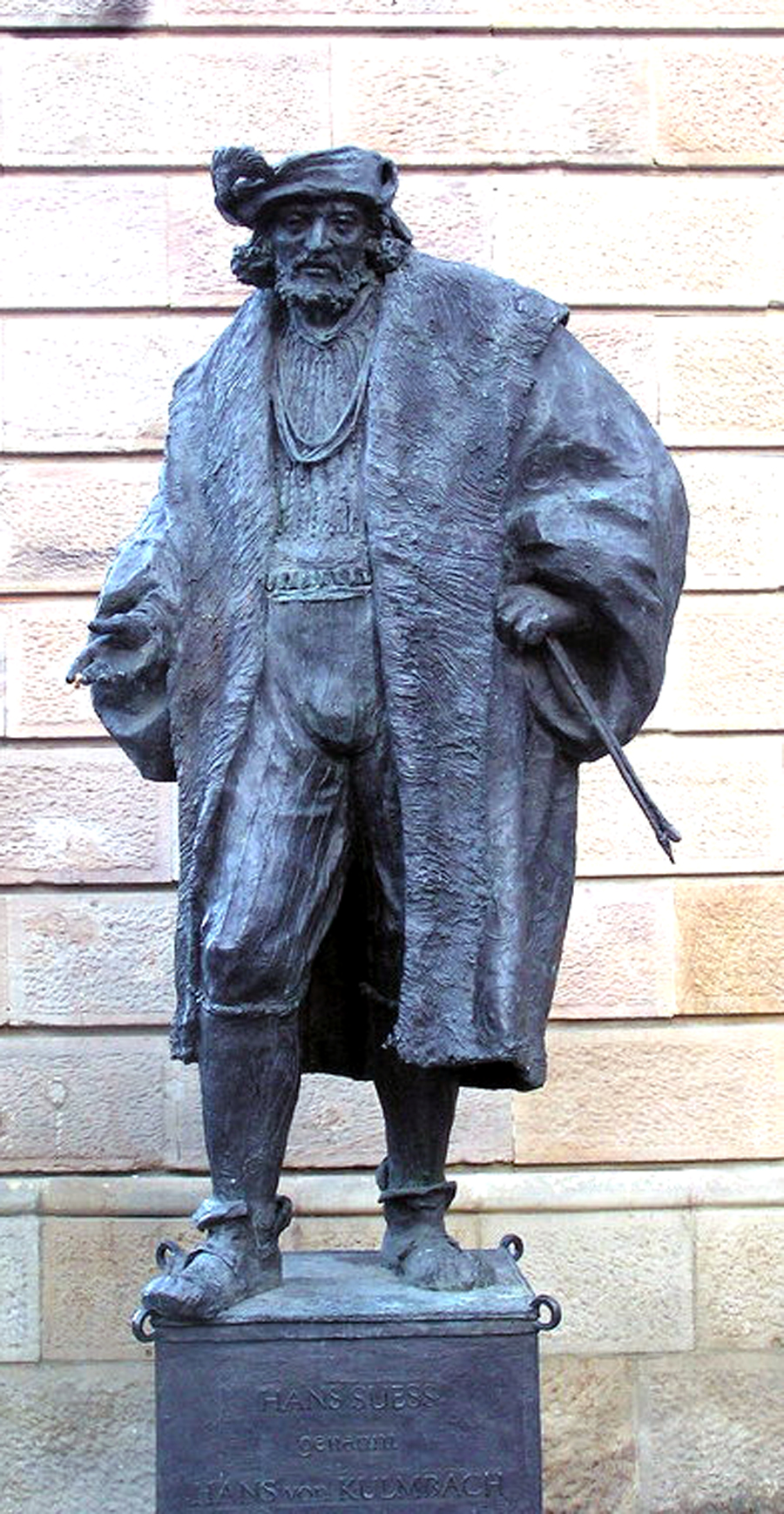
Standbeeld bij het stadhuis van Kulmbach

Hans von Kulmbach (zijn echte naam was Hans Suess of Süß,   Kulmbach, ca. 1480 – Neurenberg, ca. 1522) was een Duits kunstschilder.
Hans von Kulmbach was aanvankelijk een leerling van Jacopo de' Barbari, een Italiaans  kunstschilder uit Venetië, die rond 1500 in Neurenberg werkzaam was. Vervolgens werd hij assistent en een van de beste leerlingen van Albrecht Dürer, wiens werk hem sterk beïnvloedde.
Later, omstreeks 1505, begon hij een eigen atelier in Neurenberg. Hij nam veel van Dürers opdrachten voor altaarstukken over nadat deze zich uit dit werk terugtrok.
Bekende werken van zijn hand zijn onder meer een portret van markgraaf Casimir van Brandenburg-Kulmbach (1511, Alte Pinakothek, München), Anbetung der Könige (1511, Staatliche Museen, Berlijn), Gedächtnisbild für Lorenz Tucher (1513, Sankt-Sebaldkerk, Berlijn). 
Veel werk bevindt zich in Florence, München, Wenen en in Krakau, waar hij van tijd tot tijd ook werkte. Ook vervaardigde hij glas-in-loodramen voor verschillende kerkgebouwen.

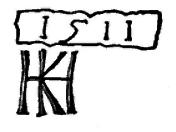
Handtekening, 1511